# Georg Seyfridt der Ältere
Georg Seyfridt der Ältere (* um 1502 in Sulzfeld am Main; † um 1545 in Neustadt an der Aisch) war Arzt und Astronom und als solcher in Diensten der Ansbacher und Kulmbacher Markgrafen. 

## Leben
Georg Seyfridt wurde um das Jahr 1502 in Sulzfeld am Main geboren. Die Gemeinde war Teil des Hochstifts Würzburg. Über die Familie des späteren Arztes ist nichts bekannt, wahrscheinlich gehörte sie der bürgerlichen Oberschicht des Weinbauernortes an. Als gesichert kann die Zuwendung der Familie zum Luthertum gelten, da Seyfridt sich später in Richtung der evangelischen Territorien orientierte. Erstmals urkundlich wurde Seyfridt in der Matrikel der Universität Wittenberg erwähnt. Er nahm im Jahr 1520 ein Studium auf. Wahrscheinlich traf er in Wittenberg auch auf die Reformatoren um Philipp Melanchthon. Mit diesem hielt er auch später noch brieflichen Kontakt. Nach Abschluss seiner Ausbildung trat er am 24. Mai 1527 die mit 60 Gulden dotierte Stelle des Rektors der dreistufigen Lateinschule in Kitzingen an, amtierte allerdings nur bis 1529 in diesem Amt.
In der Folgezeit war Seyfridt wohl als Arzt in Kitzingen tätig. Hierauf deutet ein 1532 in der Stadt verfasstes „Pest-Regiment“ hin. Seit den 1530er Jahren lässt er sich mehrfach als Physicus in der Stadt Kitzingen nachweisen. Nach wenigen Jahren wurde er von Markgraf Georg dem Frommen an den Hof auf der Kulmbacher Plassenburg gerufen. Hier fungierte Seyfridt als Leibarzt des minderjährigen Albrecht Alcibiades. Im Jahr 1539 zog Seyfridt nach Ansbach und nahm bald auch den Leibarztposten für Georg den Frommen wahr. 1541 ist Seyfridt in Kulmbach nachweisbar und arbeitete hier neben seiner Tätigkeit bei Hof als Stadtarzt. Im gleichen Jahr wurde er Arzt in Neustadt an der Aisch, wo Albrecht Alcibiades seine Hofhaltung führte. Hier starb Seyfridt um das Jahr 1545.

## Ehe und Familie
Seyfridt heiratete an einem unbekannten Datum die Tochter des Erlanger Juristen Eytel Michel Herolstein. Aus der Ehe gingen mehrere Kinder hervor. Zwei von diesen wurden ebenfalls bekannte Ärzte und traten damit in die Fußstapfen des Vaters. Der jüngere Georg Seyfridt brachte im Jahr 1555 einen Text des Vaters heraus, wobei er die älteren Texte aus dem Jahr 1540 vom Lateinischen ins Deutsche übersetzte. 
- Georg Seyfridt der Jüngere (um 1531–1566), Leibarzt des Markgrafen Georg Friedrich
- Johann Seyfridt (1533–1587), Bürgermeister von Kitzingen und Stadtarzt

## Werke (Auswahl)
Georg Seyfridt schuf eine Vielzahl an Wandkalendern, die später um Schreibkalender ergänzt wurden. Für Letztere bediente er sich der Fähigkeiten verschiedener Drucker. Dabei ist vor allem die Offizin des Nürnberger Hans Guldenmund zu nennen, in der der Wandkalender von 1540 und die Schreibkalender von 1544 und 1545 erschienen. Bereits im Titel seiner Werke, dem  „Almanach nicht allein den gelerten/ sonder auch den kauffleuten nützlich“, verwies Seyfridt auf die erhoffte Publikumsresonanz sowohl bei Humanisten als auch Händlern. Seyfridt produzierte auch für den internationalen Markt. Bei einer Druckerei in England erschien im Jahr 1537 das sogenannte „Almanake“. Daneben war der Arzt auch als Historiker tätig. 1540 verfasste er eine Genealogie der Markgrafen von Brandenburg heraus, die sein Sohn 1555 in Druck gab.
- Genealogia Illvstrissimorvm Principvm, Marchionvm Brandenbvrgensivm, Ex Probatissimis Historiographis collecta: Per Georgivm Seifridvm Medicinae Doctorem. Wittenberg 1555. Übersetzung: Kurtze Beschreibunge/ des Furstlichen Stammes/ vnd hohen Herkomens/ Der Durchleuchtigen/ Hochgebornen/ Fürsten vnd Herrn/ Marggrauen zu Brandenburg/ Aus dem Latein in Deudsch bracht/ Durch Georgium Seifridum von Kitzing. Wittenberg 1555.